# Shawn Rojeski
Shawn Rojeski, född 21 januari 1972 i Virginia i Minnesota, är en amerikansk curlingspelare.
Han tog OS-brons i herrarnas curlingturnering i samband med de olympiska curlingtävlingarna 2006 i Turin.